# Amt Midtangel
Amt Midtangel (tysk: Amt Mittelangeln) er et amt i det nordlige Tyskland, beliggende i den østlige/centrale del af Kreis Slesvig-Flensborg. Kreis Slesvig-Flensborg ligger i den nordlige del af delstaten Slesvig-Holsten (i Sydslesvig). Amtet har sit navn fra landskabet Angel og blev oprettet den 1. janauar 2008.

## Kommuner i amtet
1. Midtangel (ty. Mittelangeln)
2. Snarup-Tumby (Schnarup-Thumby)
3. Sørup (Sörup)